# Michel Breitman
Pour les articles homonymes, voir Breitman.
Œuvres principales
- Fortunat (1955)
- L'Homme aux mouettes (1956)
- Sébastien (1964)
- Le Témoin de poussière (1985)

Michel Breitman, né le 10 août 1926 à Mennetou-sur-Cher (France) et mort le 16 mai 2009 à Rueil-Malmaison, est un écrivain et traducteur français.
Traducteur de Buzzati, il a également publié de nombreux romans, nouvelles, et dramatiques radio.
Il écrit son premier roman, Vétrino ou le bonhomme de verre directement en italien, puis de retour en France il écrira ses autres ouvrages dans sa langue natale.
Le film Fortunat, avec Bourvil et Michèle Morgan est adapté de son roman homonyme.
À partir du début des années 1960 et jusqu'à sa retraite dans les années 1980, il s'occupe de la communication des laboratoires Sandoz (éditions diverses, revue Sandorama et cinémathèque de films médicaux).